# میراندا د ابرو
میراندا د ابرو (به اسپانیایی: Miranda de Ebro) یک شهرستان و شهر در اسپانیا است که در استان بورگس واقع شده‌است.

## خصوصیات
میراندا د ابرو ۱۰۱٫۳۳ کیلومترمربع مساحت و ۳۹٬۵۸۹ نفر جمعیت دارد و ۴۷۱ متر بالاتر از سطح دریا واقع شده‌است.